# Il Divo (album)
| Đánh giá chuyên môn | Đánh giá chuyên môn |
| Nguồn đánh giá      | Nguồn đánh giá      |
| Nguồn               | Đánh giá            |
| ------------------- | ------------------- |
| Allmusic            | [ 2 ]               |

Il Divo là album đầu tay của ban nhạc operatic pop Il Divo, vốn được thành lập bởi Simon Cowell vào năm 2004. Album được phát hành ngày 1 tháng 11 năm 2004 tại Anh qua hãng Syco Music, và ngày 19 tháng 4 năm 2005 tại Mỹ bởi Columbia Records. Ngoài bonus track, album bao gồm 3 ca khúc được hát bằng tiếng Anh, 6 ca khúc tiếng Ý và 3 ca khúc tiếng Tây Ban Nha. Tính tới tháng 12 năm 2013, album đã bán được 1,5 triệu bản chỉ riêng tại Anh. Doanh số trên toàn thế giới của album ước tính vào khoảng 5 triệu đĩa.

## Danh sách ca khúc
| STT | Nhan đề                           | Sáng tác                                       | Sản xuất       | Thời lượng |
| --- | --------------------------------- | ---------------------------------------------- | -------------- | ---------- |
| 1.  | "Unbreak My Heart (Regresa a mí)" | Diane Warren, David Foster, Andreas Romdhane   | Steve Mac      | 4:42       |
| 2.  | "Mama"                            | Andreas Romdhane, Josef Larossi, Savan Kotecha | Quiz & Larossi | 3:18       |
| 3.  | "Nella Fantasia"                  | Ennio Morricone, Chiara Ferraù                 | Steve Mac      | 4:26       |
| 4.  | "Passerà"                         |                                                |                | 4:40       |
| 5.  | "Everytime I Look at You"         |                                                |                | 3:31       |
| 6.  | "Ti amerò"                        |                                                |                | 4:01       |
| 7.  | "Dentro un altro si"              |                                                |                | 4:34       |
| 8.  | "The Man You Love"                |                                                |                | 3:56       |
| 9.  | "Feelings"                        |                                                |                | 3:39       |
| 10. | "Hoy que ya no estás aquí"        |                                                |                | 4:19       |
| 11. | "Sei parte ormai di me"           |                                                |                | 4:28       |
| 12. | "My Way (A mi manera)"            |                                                |                | 4:28       |

| American Bonus Track | American Bonus Track              | American Bonus Track |
| STT                  | Nhan đề                           | Thời lượng           |
| -------------------- | --------------------------------- | -------------------- |
| 13.                  | "Unchained Melody (Senza catene)" | 3:51                 |

## Xếp hạng
| Quốc gia      | Chứng chỉ   | Vị trí cao nhất |
| Tây Ban Nha   | 4x Bạch kim | 2               |
| Liên hiệp Anh | 4x Bạch kim | 1               |
| Canada        | 3x Bạch kim | 1               |
| Hà Lan        | 3x Bạch kim | 1               |
| Argentina     | 2x Bạch kim | 1               |
| Úc            | 2x Bạch kim | 1               |
| Mexico        | 2x Bạch kim | 1               |
| Bồ Đào Nha    | 2x Bạch kim | 2               |
| New Zealand   | 2x Bạch kim | 3               |
| Hoa Kỳ        | 2x Bạch kim | 4               |
| Phần Lan      | 2x Bạch kim | 1               |
| Bỉ            | Bạch kim    | 3               |
| Nam Phi       | Bạch kim    | 5               |
| Thụy Điển     | Bạch kim    | 1               |
| Áo            | Vàng        | 2               |
| Pháp          | Vàng        | 4               |
| Thụy Sĩ       | Vàng        | 2               |
| Venezuela     | Vàng        | 2               |